# Liste des aéroports les plus fréquentés en Slovaquie
Cet article dresse la liste des aéroports les plus fréquentés en Slovaquie .  La Slovaquie compte trois aéroports généralement utilisés pour le trafic passagers. 

## En graphique
Pour des raisons techniques, il est temporairement impossible d'afficher le graphique qui aurait dû être présenté ici.

Voir la requête brute et les sources sur Wikidata.

## 2018
| Rang | Aéroport                  | Total passagers |
| ---- | ------------------------- | --------------- |
| 1    | Bratislava-M. R. Štefánik | 2292712         |
| 2    | Košice (Cassovie)-Barca   | 542026          |
| 3    | Poprad-Tatras             | 88387           |